# Liste der Einträge im National Register of Historic Places im Fulton County (Illinois)

Lage des Fulton County in Illinois

Die Liste der Einträge im National Register of Historic Places im Fulton County in Illinois führt alle Bauwerke und historischen Stätten im Fulton County auf, die in das National Register of Historic Places aufgenommen wurden.

## Legende
| NRHP | Historic Place    |
| HD   | Historic District |

## Aktuelle Einträge
| [ 2 ] | Name                                            | Bild                | Eintragsdatum                 | Lage | Ort          | Beschreibung |
| ----- | ----------------------------------------------- | ------------------- | ----------------------------- | --- | ------------ | ------------ |
| 1     | Babylon Bend Bridge                             |                     | 1980 ID-Nr. 80001355          | Brücke der IL 123 über den Spoon River 40° 35′ 6″ N, 90° 20′ 53″ W                                          | Ellisville   |              |
| 2     | Bernadotte Bridge                               |                     | 1980 ID-Nr. 80001360          | Brücke der County Road 2 über den Spoon River 40° 24′ 16,1″ N, 90° 19′ 12,6″ W                              | Bernadotte   |              |
| 3     | Buckeye Bridge                                  |                     | 1980 ID-Nr. 80001361          | Brücke der East Buckeye& Church Road über den Spoon River 40° 31′ 54″ N, 90° 18′ 40″ W                      | Smithfield   |              |
| 4     | Carithers Store Building                        |                     | 1987 ID-Nr. 87001262          | Table Grove Village Square, westlich des US 136 40° 21′ 57″ N, 90° 25′ 31″ W                                | Table Grove  |              |
| 5     | Chicago, Burlington and Quincy Railroad Station |                     | 1993 ID-Nr. 93000842          | 4th Avenue zwischen East Elm Street und East Chestnut Street 40° 33′ 23″ N, 90° 1′ 44″ W                    | Canton       |              |
| 6     | East Waterford School                           |                     | 2009 ID-Nr. 09000897          | North Dickson Mounds Road Ecke East Prairie Road 40° 20′ 59,4″ N, 90° 6′ 53,8″ W                            | Lewistown    |              |
| 7     | Edith Chipman House                             |                     | 1996 ID-Nr. 96001290          | 201 West 3rd Street 40° 17′ 43″ N, 90° 25′ 44″ W                                                            | Vermont      |              |
| 8     | Dickson Mounds                                  | Dickson Mounds      | 1972 ID-Nr. 72000457          | Abseits der County Road 4 40° 21′ 3″ N, 90° 6′ 31″ W                                                        | Lewistown    |              |
| 9     | Robert Dilworth House                           |                     | 1993 ID-Nr. 93001236          | 606 East 5th Street 40° 17′ 39″ N, 90° 25′ 11″ W                                                            | Vermont      |              |
| 10    | Duncan Mills Bridge                             |                     | 1980 ID-Nr. 80001356          | Brücke des US 24 und der IL 100 über den Spoon River südlich von Lewistown 40° 20′ 28″ N, 90° 11′ 27″ W     | Lewistown    |              |
| 11    | William Franklin and Rebecca Durell House       |                     | 1996 ID-Nr. 96001292          | 408 West 5th Street 40° 17′ 38″ N, 90° 25′ 55″ W                                                            | Vermont      |              |
| 12    | Duvall-Ash Farmstead                            |                     | 1993 ID-Nr. 93001237          | North Elliot Road, abseits der IL 9 40° 34′ 40″ N, 90° 8′ 23″ W                                             | Fiatt        |              |
| 13    | Edward Hamer House                              |                     | 1996 ID-Nr. 96001293          | 200 West 2nd Street 40° 17′ 48″ N, 90° 25′ 45″ W                                                            | Vermont      |              |
| 14    | Patterson Hamer House                           |                     | 1996 ID-Nr. 96001287          | 405 West 5th Street 40° 17′ 36″ N, 90° 25′ 52″ W                                                            | Vermont      |              |
| 15    | William Hoopes House                            |                     | 1996 ID-Nr. 96001285          | 204 North Liberty Street 40° 17′ 45″ N, 90° 25′ 44″ W                                                       | Vermont      |              |
| 16    | Lucinda Hunter House                            |                     | 1996 ID-Nr. 96001286          | 101 East 8th Street 40° 17′ 26″ N, 90° 25′ 38″ W                                                            | Vermont      |              |
| 17    | Indian Ford Bridge                              | Indian Ford Bridge  | 29. Okt. 1980 ID-Nr. 80001357 | Brücke der County Road 20 über den Spoon River 40° 41′ 50,1″ N, 90° 17′ 23,4″ W                             | London Mills |              |
| 18    | Larson Site                                     |                     | 1978 ID-Nr. 78001145          | Waterford Road nördlich des Waterford Cemetery 40° 20′ 36″ N, 90° 7′ 52″ W                                  | Lewistown    |              |
| 19    | London Mills Bridge                             | London Mills Bridge | 1980 ID-Nr. 80001358          | Brücke des County Highway 39 über den Spoon River 40° 42′ 49,3″ N, 90° 15′ 58″ W                            | London Mills |              |
| 20    | Charles Emmor McCormick House                   |                     | 1996 ID-Nr. 96001284          | 712 West 3rd Street 40° 17′ 45″ N, 90° 26′ 5″ W                                                             | Vermont      |              |
| 21    | Joab Mershon House                              |                     | 1996 ID-Nr. 96001294          | 507 West 5th Street 40° 17′ 36″ N, 90° 25′ 59″ W                                                            | Vermont      |              |
| 22    | Daniel O’Connell House                          |                     | 1996 ID-Nr. 96001288          | 115 North Union Street 40° 17′ 43″ N, 90° 25′ 34″ W                                                         | Vermont      |              |
| 23    | Oak Hill Cemetery                               |                     | 1995 ID-Nr. 95001240          | Block 1000 der North Main Street 40° 24′ 8″ N, 90° 9′ 24″ W                                                 | Lewistown    |              |
| 24    | Odd Fellows Opera Block                         |                     | 1996 ID-Nr. 96000876          | Main Street Ecke Mechanic Street 40° 37′ 36″ N, 90° 18′ 16″ W                                               | Ellisville   |              |
| 25    | Ogden-Fettie Site                               |                     | 1972 ID-Nr. 72000458          | Südlich von Lewistown 40° 20′ 27″ N, 90° 7′ 6″ W                                                            | Lewistown    |              |
| 26    | Orendorf Site                                   |                     | 1977 ID-Nr. 77000484          | Westseite des US 24 40° 29′ 15″ N, 89° 57′ 6″ W                                                             | Canton       |              |
| 27    | Ulysses G. Orendorff House                      |                     | 1971 ID-Nr. 71000292          | 345 West Elm Street 40° 33′ 25″ N, 90° 2′ 33″ W                                                             | Canton       |              |
| 28    | Henry H. Page House                             |                     | 1996 ID-Nr. 96001289          | 221 North Union Street 40° 17′ 46″ N, 90° 25′ 34″ W                                                         | Vermont      |              |
| 29    | Hiram Palmer House                              |                     | 1999 ID-Nr. 99000589          | 703 East Fort Street 40° 41′ 53″ N, 89° 59′ 38″ W                                                           | Farmington   |              |
| 30    | Parlin Library                                  |                     | 1994 ID-Nr. 94000434          | 210 East Chestnut Street 40° 33′ 24″ N, 90° 1′ 53″ W                                                        | Canton       |              |
| 31    | Harvey Lee Ross House                           |                     | 1996 ID-Nr. 96001295          | 602 South Main Street 40° 17′ 20″ N, 90° 25′ 41″ W                                                          | Vermont      |              |
| 32    | Seville Bridge                                  |                     | 1980 ID-Nr. 80001359          | Brücke der IL 95 über den Spoon River 40° 29′ 25,2″ N, 90° 20′ 27,2″ W                                      | Seville      |              |
| 33    | Sheets Site                                     |                     | 1978 ID-Nr. 78001146          | County Road 14, westlich von Lewistown 40° 24′ 1″ N, 90° 12′ 40″ W                                          | Lewistown    |              |
| 34    | Sleeth Site                                     |                     | 1979 ID-Nr. 79000837          | Kreuzung von US 24 und Pollitt Road 40° 25′ 27″ N, 90° 0′ 0″ W                                              | Liverpool    |              |
| 35    | Elsworth Snowden House                          |                     | 1996 ID-Nr. 96001283          | 504 West 3rd Street 40° 17′ 44″ N, 90° 26′ 0″ W                                                             | Vermont      |              |
| 36    | South Fulton Churchhouse                        |                     | 1994 ID-Nr. 94001264          | Rund 3,5 km südlich der Kreuzung von Astoria-Bader Road und US 24 40° 11′ 45″ N, 90° 21′ 26″ W              | Astoria      |              |
| 37    | St. James Episcopal Church                      |                     | 1974 ID-Nr. 74000761          | MacArthur Street Ecke Broadway 40° 23′ 56″ N, 90° 8′ 32″ W                                                  | Lewistown    |              |
| 38    | Stapleford-Hover-Whitney House                  |                     | 1996 ID-Nr. 96001291          | 401 North Main Street 40° 17′ 51″ N, 90° 25′ 38″ W                                                          | Vermont      |              |
| 39    | Table Grove Community Church                    |                     | 1979 ID-Nr. 79003783          | North Broadway und West Liberty Street 40° 22′ 1″ N, 90° 25′ 31″ W                                          | Table Grove  |              |
| 40    | Tampico Mounds                                  |                     | 1979 ID-Nr. 79000838          | Westlich der Kreuzung von US 24 und County Road 8 40° 24′ 58″ N, 90° 0′ 56″ W                               | Maples Mill  |              |
| 41    | Tartar's Ferry Bridge                           |                     | 1980 ID-Nr. 80001363          | Brücke der Tartar's Ferry Lane über den Spoon River südwestlich von Smithfield 40° 28′ 23″ N, 90° 17′ 34″ W | Smithfield   |              |
| 42    | Vermont Historic District                       |                     | 1997 ID-Nr. 97001334          | Abgegrenzt durch 2nd Street, Union Street, 4th Street und Liberty Street 40° 18′ 49″ N, 90° 25′ 36″ W       | Vermont      |              |
| 43    | Vermont Masonic Hall                            |                     | 1988 ID-Nr. 88002236          | North Main Street 40° 17′ 42″ N, 90° 25′ 39″ W                                                              | Vermont      |              |

## Frühere Einträge
| [ 2 ] | Name         | Bild | Eintragsdatum        | Lage                                                                                    | Ort        | Beschreibung                                                             |
| ----- | ------------ | ---- | -------------------- | --------------------------------------------------------------------------------------- | ---------- | ------------------------------------------------------------------------ |
| 1     | Elrod Bridge |      | 1980 ID-Nr. 80001362 | Brücke über den Spoon River, südöstlich von Smithville 40° 23′ 56,1″ N, 90° 15′ 41,8″ W | Smithfield | 1995 durch einen Tornado zerstört und danach aus dem Register gestrichen |